# Estadio Theodoros Kolokotronis
El Estadio Theodoros Kolokotronis (en griego: Γήπεδο Θεόδωρος Κολοκοτρώνης) anteriormente llamado Asteras Tripolis Stadium es un estadio de fútbol ubicado en la ciudad de Trípoli, en Arcadia, Peloponeso, Grecia. El estadio fue inaugurado en 1979 y posee actualmente una capacidad para 7500 espectadores. El estadio es utilizado por el club Asteras Tripolis de la Superliga de Grecia.
El 22 de noviembre de 2012 el nombre oficial del campo fue cambiado desde Estadio Municipal de Trípoli a Estadio Theodoros Kolokotronis en honor del héroe nacional de la Guerra de independencia de Grecia, Theodoros Kolokotronis.

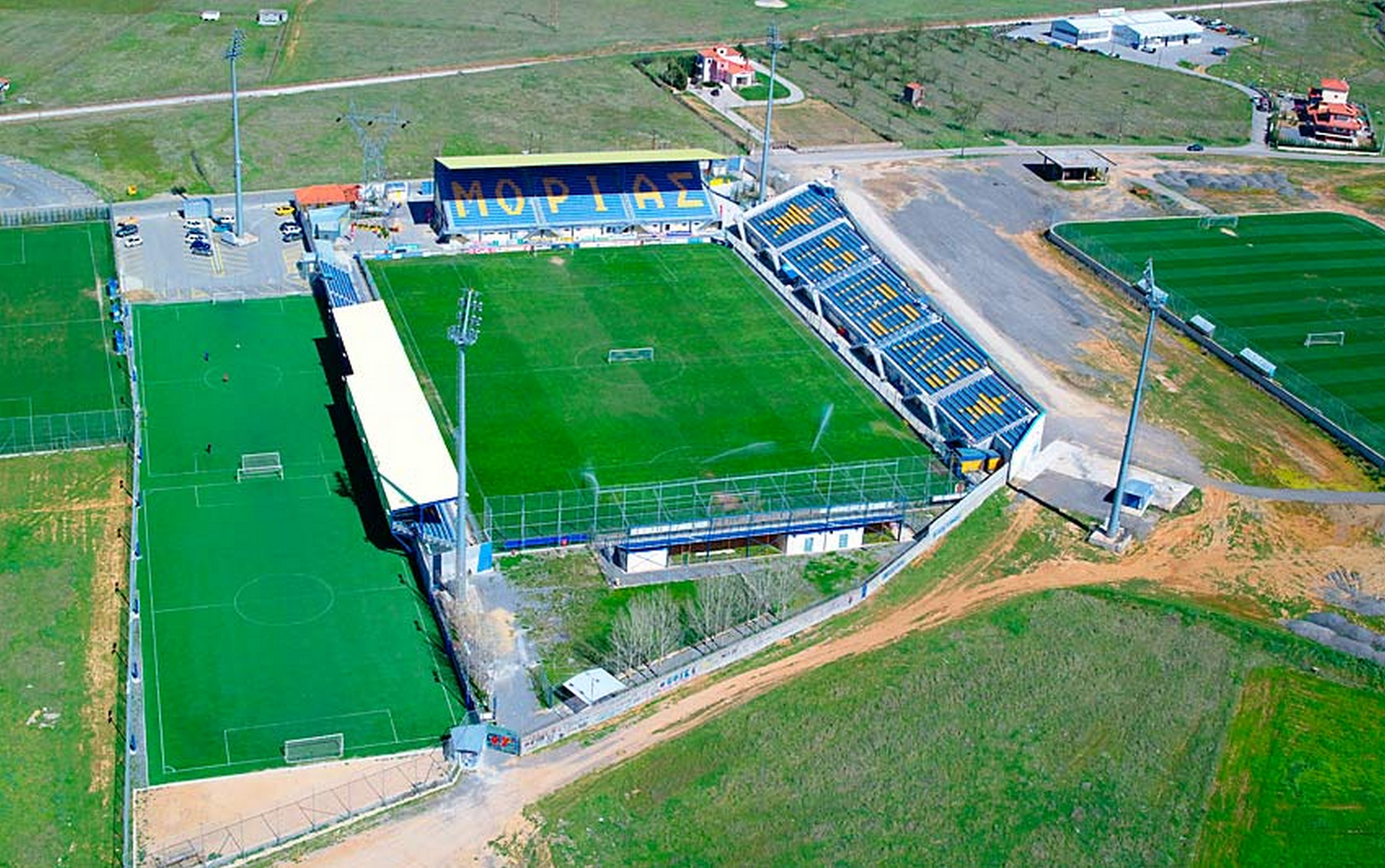